# Élection du président de la Confédération suisse de 2022
L'élection du président de la Confédération suisse de 2022 est un scrutin au suffrage indirect visant à élire le président de la Confédération suisse pour l'année 2023.
Le 7 décembre 2022, par 140 voix sur 181 valables, Alain Berset (PS) est élu président par l'Assemblée fédérale.

## Élection
Le président de la Confédération est élu par l'Assemblée fédérale, réunissant le Conseil national et le Conseil des États, parmi les membres du Conseil fédéral le deuxième mercredi de la session d'hiver.
Son mandat dure un an et correspond à l'année civile (du 1er janvier au 31 décembre). Il n'est pas immédiatement rééligible, y compris à la vice-présidence du Conseil fédéral, mais peut remplir plusieurs mandats non successifs,.

## Résultats

### Présidence
Alain Berset, du Parti socialiste, est élu président de la Confédération par 140 des 181 bulletins valables.
| Candidats                | Candidats                | Partis                   | Voix | %     |
| ------------------------ | ------------------------ | ------------------------ | ---- | ----- |
|                          | Alain Berset             | PS                       | 140  | 77,35 |
|                          | Viola Amherd             | LC                       | 16   | 8,84  |
|                          | Karin Keller-Sutter      | PLR                      | 10   | 5,52  |
|                          | Divers                   | Divers                   | 15   | 8,29  |
|                          |                          |                          |      |       |
| Votes valides            | Votes valides            | Votes valides            | 181  | 79,74 |
| Votes blancs             | Votes blancs             | Votes blancs             | 46   | 20,26 |
| Votes nuls               | Votes nuls               | Votes nuls               | 0    | 0     |
| Total                    | Total                    | Total                    | 227  | 100   |
| Abstention               | Abstention               | Abstention               | 19   | 7,72  |
| Inscrits / participation | Inscrits / participation | Inscrits / participation | 246  | 93,28 |

### Vice-présidence
Viola Amherd, du Centre, est élue vice-présidente du Conseil fédéral par 207 des 223 bulletins valables.